# دانیل کلی (ورزشکار)
دانیل کلی (انگلیسی: Daniel Kelly; ۱ سپتامبر ۱۸۸۳ – ۹ آوریل ۱۹۲۰) ورزشکار دو و میدانی اهل ایالات متحده آمریکا بود.